# Udanoceratop
L'udanoceratop (Udanoceratops) és un gènere de dinosaure ceratop que va viure al Cretaci superior, al Santonià superior o al Campanià inferior. Les seves restes fòssils s'han trobat a Mongòlia.